# Бразилски фолклор
Бразилска митологија је подскуп бразилског фолклора са културним елементима различитог порекла који се налазе у Бразилу, који обухвата народне приче, традиције, ликове и веровања у вези са местима, народима и ентитетима. Категорија је првобитно била ограничена на аутохтоне елементе, али је проширена на:
- Средњевековне иберске традиције које су донели португалски досељеници, од којих су неке заборављене или веома умањене у самом Португалу; као и фолклор других европских народа, као што су Италија, Немачка и Пољска.
- Афричке традиције које су Африканци донели у Бразил као робове током колонијалних времена—укључујући њихова верска уверења;
- Елементи су настали у Бразилу додиром три различите традиције;
- Савремени елементи који су прерада старих традиција.

Пошто је Бразил мешавина култура, многи елементи бразилске митологије деле традиције других земаља, посебно његових јужноамеричких суседа и Португала.

## Истакнуте личности
Алемоа – дух плавокосе (немачке) жене која је повезана са острвом Фернандо де Нороња. За њу се каже да заводи неразборите мушкарце и одводи их у смрт. Алемоа је нестандардни начин изговарања „алема“ („немачка жена“ на португалском).
Ањанга – Дух који често штити животиње (посебно женке и младе) и тежи да изгледа као бели јелен са црвеним очима. Једна легенда укључује домородачку особу која је мучила младо младунче да би врискови привукли мајку. Када се приближила, убио ју је само да би схватио да је Ањанга искористио илузију и да је управо убио своју мајку.
Ањангуера – Име које су рани језуитски мисионари користили као еквивалент за Ђавола.
Беста-фера – створење налик кентауру, за које се сматра да је ђаво. Назив се може грубо превести као "дивља звер".
Бернунка – чудна звер из народних прича државе Санта Катарина (држава).
Бој-Бумба 
Бојтата – џиновска змија са биковским роговима и огромним ватреним очима која ноћу пузи по отвореним пољима. Понекад се описује као огромна ватрена змија. Гледање у његове очи заслепљује људе.
Божуна („Црна змија“) – огромна, ноћна змија која је персонификација амазонских река и од које се плаше многи рибари који живе у том подручју.
Бото – енкантадо амазонског делфина који се претвара у згодног мушкарца да би завео младе жене (Амазонка). Након што их је оплодио, напустио би жену и више се никада не вратио у њено село са истом маском. Ову причу су вероватно створиле самохране мајке у покушају да деци без оца објасне ко су им очеви.
Бумба-меу-Бој – вол који је део народне приче коју уз плес и музику славе народи бразилског севера (државе Марањао и Амазонас, где је познат као Бој-Бумба).
Кајпора – духови џунгле који су живели на дрвећу, али су излазили ноћу да прогањају оне који су залутали.
Си – Тупијанска првобитна богиња (име значи једноставно „мајка“).
Капелобо – Хибридно чудно створење које има главу мравоједа, торзо човека и задњицу козе, ово створење брутално напада и убија своје жртве.
Корпо-Секо („Осушени леш”) – човек толико зао да земља не иструне његово месо и да му ђаво врати душу. Осуђен да бесплодно лута земљом до судњег дана.
Куса – претећа, натприродна, стара вештица која напада и мучи малу децу која не иду рано у кревет. Њено име потиче од веома старе и застареле португалске речи за "лобању" или "окрутно".
Курупира – мушки дух из џунгле који штити животиње и дрвеће у шумама. Има црвену косу и хода уназад да збуни ловце. Мрзи ловце и дрвосече. То је била прва фигура у историји фолклора која је документована у Бразилу.
Зачарана Моура – (или „моура енкантада“, буквално значи „Зачарана змија“) прелепа жена претворена у одвратну змију да чува огромно благо. Онај ко разбије чини имаће злато и ожениће се девојком.
Кобра-Гранде („Велика змија“) – види Божуна.
Енкантадо – („Зачарани“) неко ко је магично заробљен у другој димензији, живи вечним, али несрећним животом (обично казна за тражење богатства по сваку цену или за погрешне поступке).
Хомем до Сако (буквално, „Човек из вреће“ или „Човек са врећом“) – средовечни или старији човек луталица који посећује домаћинства у потрази за несташном малом децом коју може да понесе са собом, у својој врећи или торби. Када се Човек са врећама деси да покуца у кућу чији становници имају несташно дете које више не желе, ови родитељи дају Човеку торби своје дете, које он ставља у своју врећу и носи их заувек. Ова прича је испричана деци као начин да се натерају да се понашају и поштују своје родитеље, у страху да ће бити предати Човеку са врећама ако се не понашају добро.
Јара – врста слатководне сирене (центар, југоисток, север).
Јемања – афро-бразилска богиња мора која се обожава у умбанди, цандомбле и другим афро-бразилским религијама.
Јурупари - још један ђаво из амазонске џунгле.
М'Бој – Серпентински бог реке. Одговоран за Легенду водопада Игвасу; фолклор, мистерија и лепота. Прича о Тароби и Наипи који се боре против прашуме и болести. Водопад Игвасу једно је од највећих светских чуда на углу Бразила и Аргентине.
Дама у белом – Такође „Жена у белом“: најраспрострањенији тип духа виђен у Бразилу. Урбана легенда еквивалентна мексичкој Ла љорони.
Лобисомем - бразилска верзија вукодлака.
Мае-до-Оро – моћно и смртоносно биће које штити златне руде. Нико није преживео да га види, тако да не постоји опис. Обично се издалека види као ватрена кугла која лети од планине до планине (југо-исток). Може се грубо превести као "Мајка злата" и вероватно је популаран покушај да се објасни феномен лоптасте муње.
Мапингвари – велика, двоножна, крзнена животиња која лута џунглом Амазоније. Сматра се бразилском верзијом Јетија или последњим сећањем на сада изумрле џиновске лењивце које су Индијанци преносили кроз генерације.
Мани – име индијске девојке веома светле пути. Легенда је повезана са Маниоком, дрвенастим грмом  пореклом из Јужне Америке.
Матинта Переира – злонамерна вештица са натприродним моћима чија је легенда веома позната у држави Пара.
Мвираквита – зеленкаста амајлија натприродних квалитета.
Мула сем Кабеса (буквално „Мазга без главе“) – облик који узима жена проклете због секса са свештеником (југоисток, североисток, центар, југ).
Негрињо до Пасторејо – дечак роб који је умро страшном смрћу јер није задржао коње свог власника. Помаже људима који траже изгубљене ствари. Отприлике преведено као "Црни дечак са фарме" или "Мали црни фармер".
Писадеира („Она који гази”) – Стара вештица која носи патике и гази по стомаку људи ноћу остављајући их без даха. Обично се појављује када људи иду у кревет пуног стомака.
Ромаозињо – лик који носи терет бесмртности
Саки Перере – несташно једноного црно вилењачко створење које се окривљује као кривац за све што пође по злу на фарми (центар, југоисток) и маскота је спортског клуба Интернационал (југ). Саки је познат као варалица и обично се појављује на фармама у вртлозима ветра. Ако неко украде њену црвену капицу, замениће је за услугу.
Кабеса Сатаника – Лутајућа глава је широко распрострањена бразилска прича о духовима европског порекла. Људима који сами лутају ноћу и појављују се као странац окренут леђима жртви. Тело му се топи у земљу и остаје само глава са дугом косом, раширеним очима и великим несташним осмехом, која скакуће или се котрља према жртви. Његово име значи "Сатанска глава" или "Сотонина глава".
Виторија Режија – прича причу о пореклу Виторије Режије, такође познате као џиновски водени љиљан, у којој жена Тупи-Гварани пада у језеро и удави се након покушаја да пољуби одраз месеца. Потакнут инцидентом, Месец је затим трансформише у Џиновски водени љиљан, познат и као "Звезда воде".